# Salmóneus
Salmóneus (latinsky Salmoneus) byl v řecké mytologii syn Aiola a jeho manželky Enareté. Jeho dědem byl Hellén, praotec všech Řeků.
Jeho bratry byli:
- Krétheus založil město Iólkos
- Sísyfos založil Korinth
- Magnés vládl v Magnésii
- Athamás vládl v Orchomenu
- Deión vládl ve Fókidě
- Periérés vládl v Messéně.

Salmóneus byl nejprve králem v Thessálii, pak odvedl skupinu kolonistů do Élidy, kde postavil město Salmónia. Byl svým poddaným nenáviděným vládcem, byl zpupný, chtěl se rovnat Diovi, zastrašoval ohlušujícím hřmotem a ohnivými pochodněmi, které měly připomínat božské blesky. Když už to Zeus nechtěl snášet, vrhl na něj skutečný blesk, který
zahubil Salmónea, zničil jeho vůz a spálil celé město.